# Frontera entre Romania i Moldàvia
La frontera entre Romania i Moldàvia és una frontera internacional de 683 kilòmetres que delimita el territori de Romania (membre de la Unió Europea) i el de la República de Moldàvia, membre de la Comunitat d'Estats Independents (no s'ha de confondre amb la província romanesa de Moldàvia). Està situada sobre el tàlveg del riu Prut i constitueix una de les fronteres orientals de la Unió Europea (UE) després de l'ampliació de 2007.

## Característiques
Fixada el juny de 1940 per una Comissió soviètica-romanesa establerta en virtut del Pacte Mólotov-Ribbentrop, la frontera entre Romania i la República de Moldàvia també separa les regions històriques de Moldàvia occidental i Moldàvia oriental (també coneguda com a Bessaràbia).
Segueix el curs nord-nord-oest sud-sud-est del Prut entre dos trifinis formades amb les fronteres Romania-Ucraïna i Moldàvia-Ucraïna:
- al nord-oest, un punt situat a 4 km a l'est del poble de Mămăliga a Ucraïna;
- al sud-est, un punt situat al Danubi, a 570 mestres després de la confluència del Prut.

## Passos fronterers
| Punt de pas                 | Moldàvia     | Romania            | Tipus                   | Notes                                                         |
| --------------------------- | ------------ | ------------------ | ----------------------- | ------------------------------------------------------------- |
| Pont de Galați-Giurgiulești | Giurgiulești | Galați             | Carretera i ferrocarril | Obert 24 hores tots els dies de l'any                         |
| Pont de Cahul-Oancea        | Cahul        | Oancea             | Carretera               | Obert 24 hores tots els dies de l'any                         |
| Pont de Stoianovca-Fălciu   | Stoianovca   | Fălciu             | ferrocarril             |                                                               |
| Pont de Leușeni-Albița      | Leușeni      | Albița, Drânceni   | Carretera               | Obert 24 hores tots els dies de l'any                         |
| Pont Eiffel                 | Ungheni      | Ungheni            | ferrocarril             |                                                               |
| Pont de Sculeni             | Sculeni      | Sculeni, Victoria  | Carrer                  | Obert 24 hores tots els dies de l'any                         |
| Presa de Stânca-Costești    | Costești     | Stânca, Ștefănești | Carretera               | Obert 24 hores tots els dies de l'any                         |
| Pont de Lipcani-Rădăuți     | Lipcani      | Rădăuți-Prut       | Carretera               | Obert entre les 8 hores i les 20 hores tots els dies de l'any |

Les hores d'obertura poden dependre també de l'estació.

## Galeria

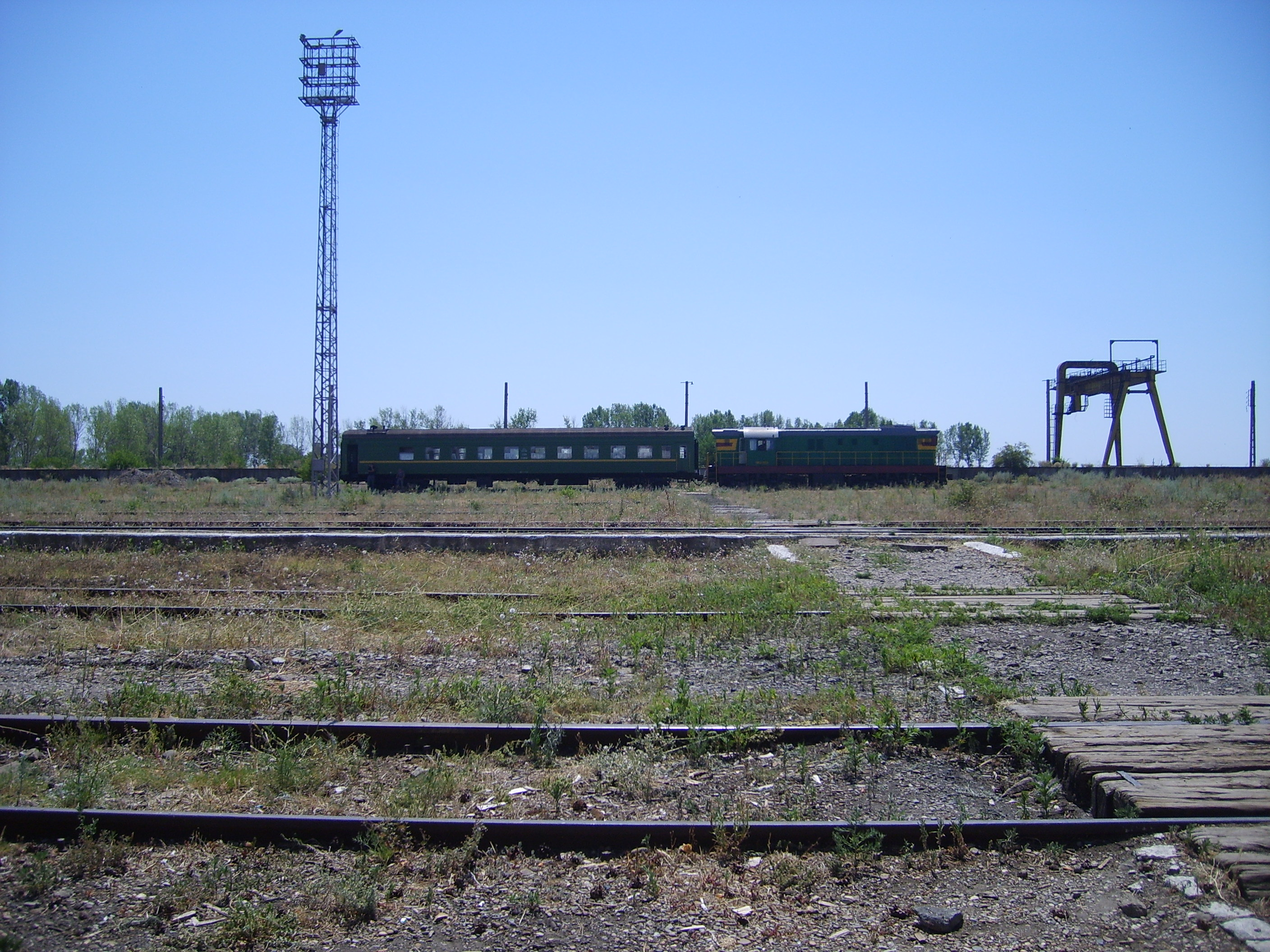
L'estació de Fălciu
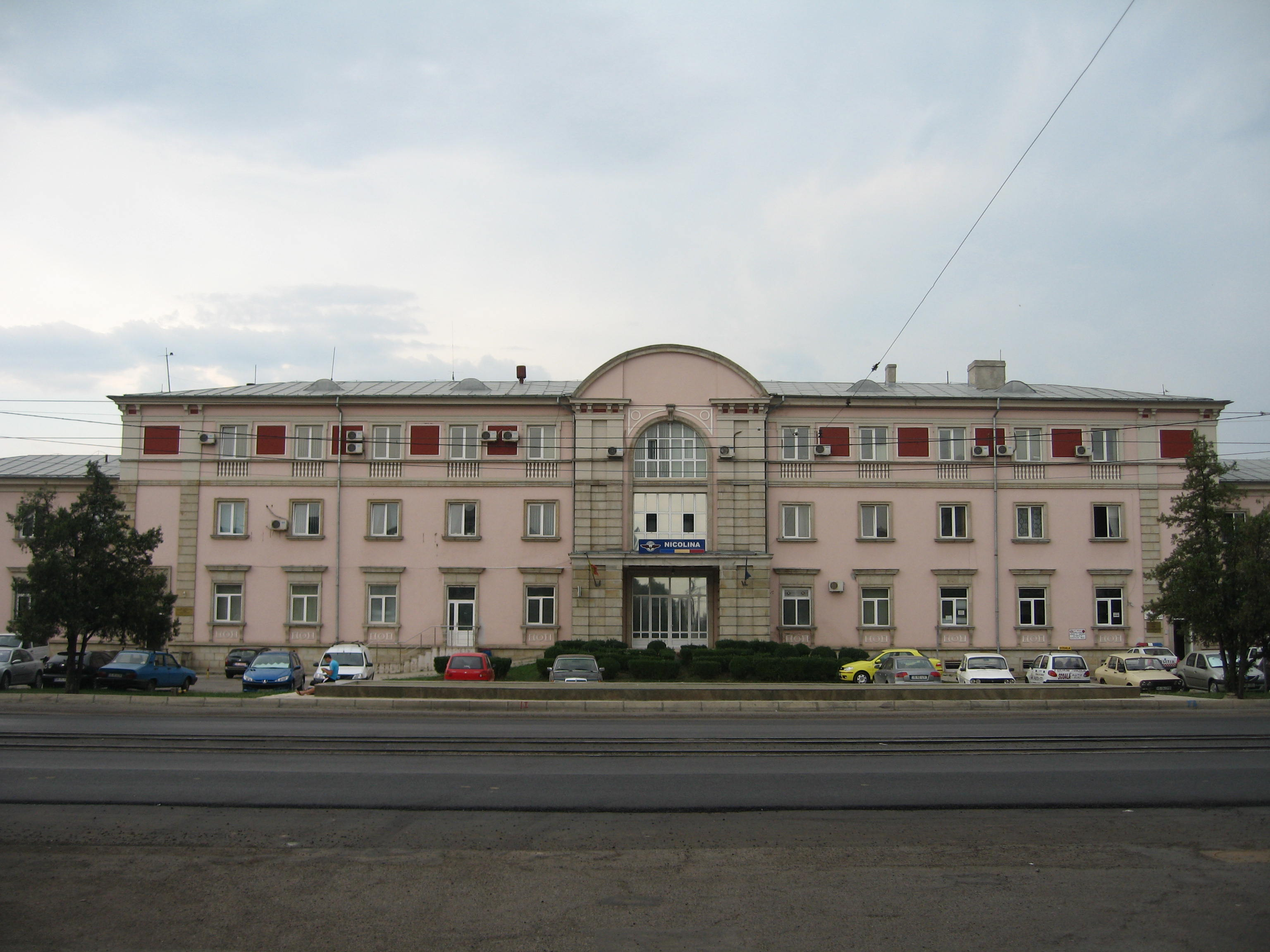
estació de Nicolina a Iași
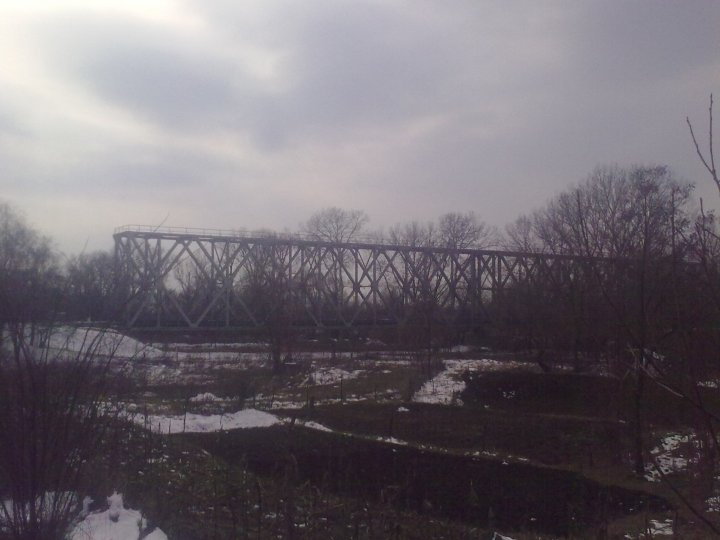
El pont Eiffel uneix els dos Ungheni
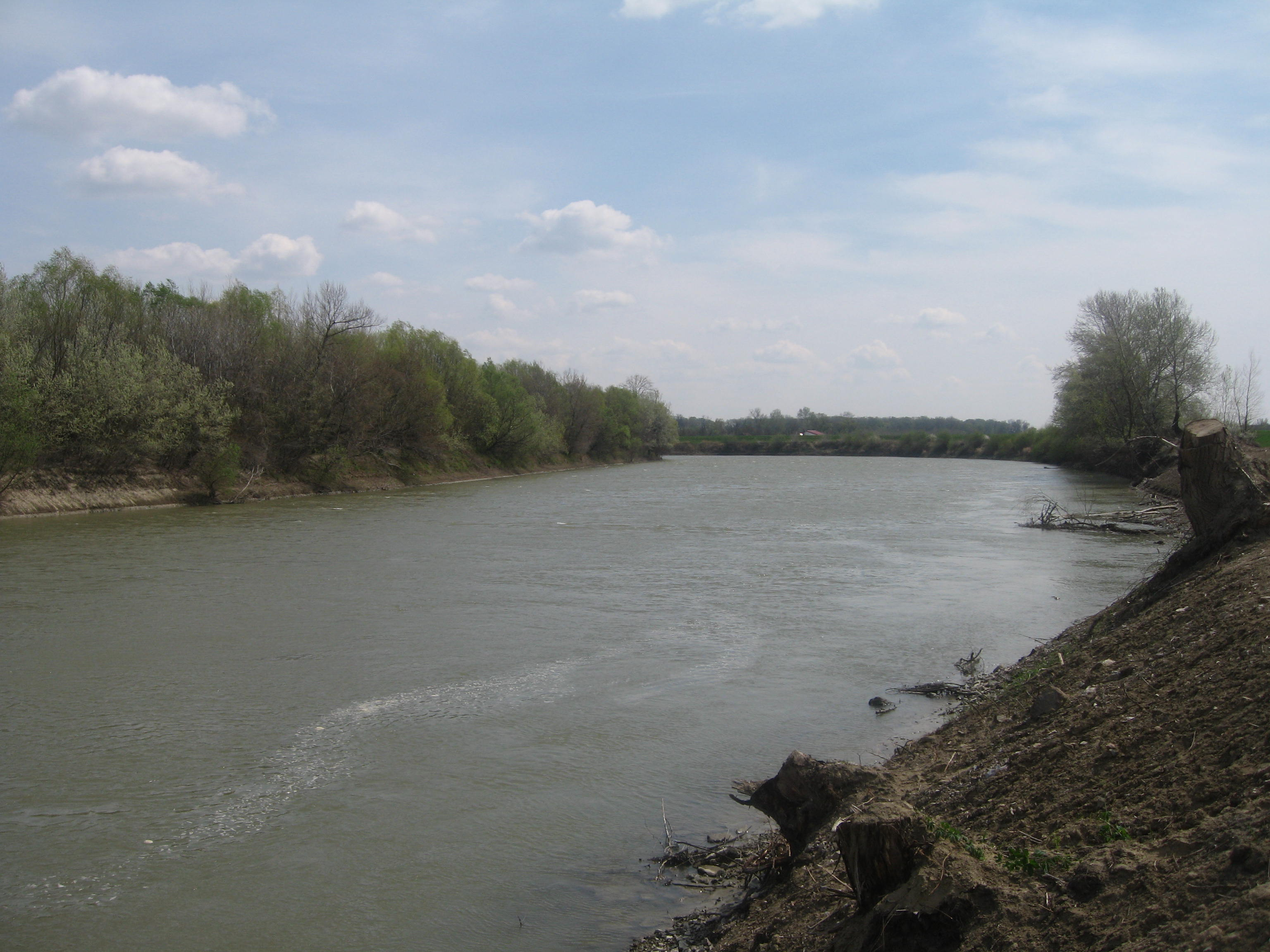
El riu Prut prop d'Albița
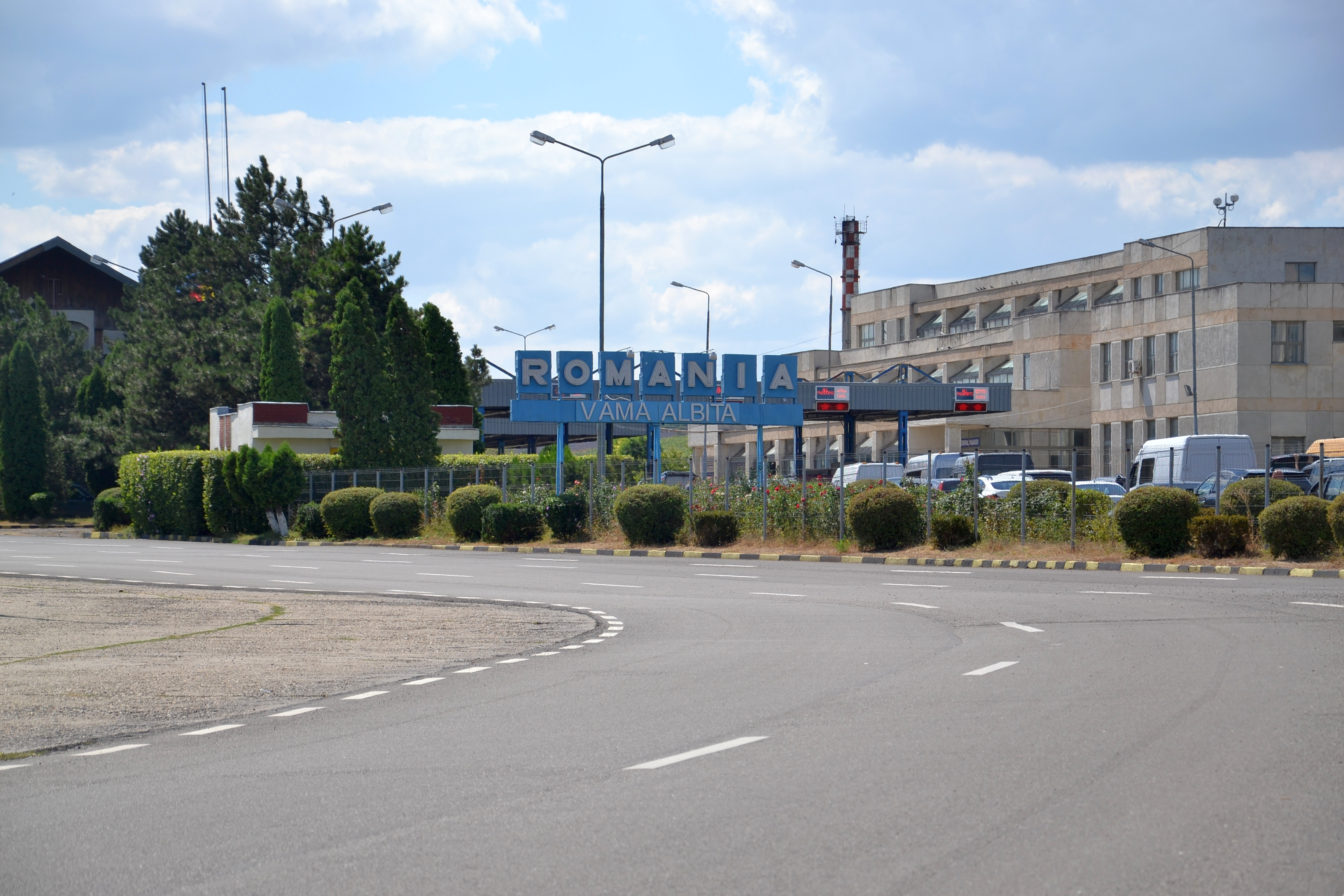
Punt de pas entre Leușeni i Albița (vist del costat Moldau)